# Horní Heřmanice (Bernartice)
Horní Heřmanice (niem. Ober Hermsdorf, Ober-Hermsdorf, Oberhermsdorf) – wieś, część gminy Bernartice, położona w kraju ołomunieckim, w powiecie Jesionik, w Czechach.